# James A. Garfield Monument

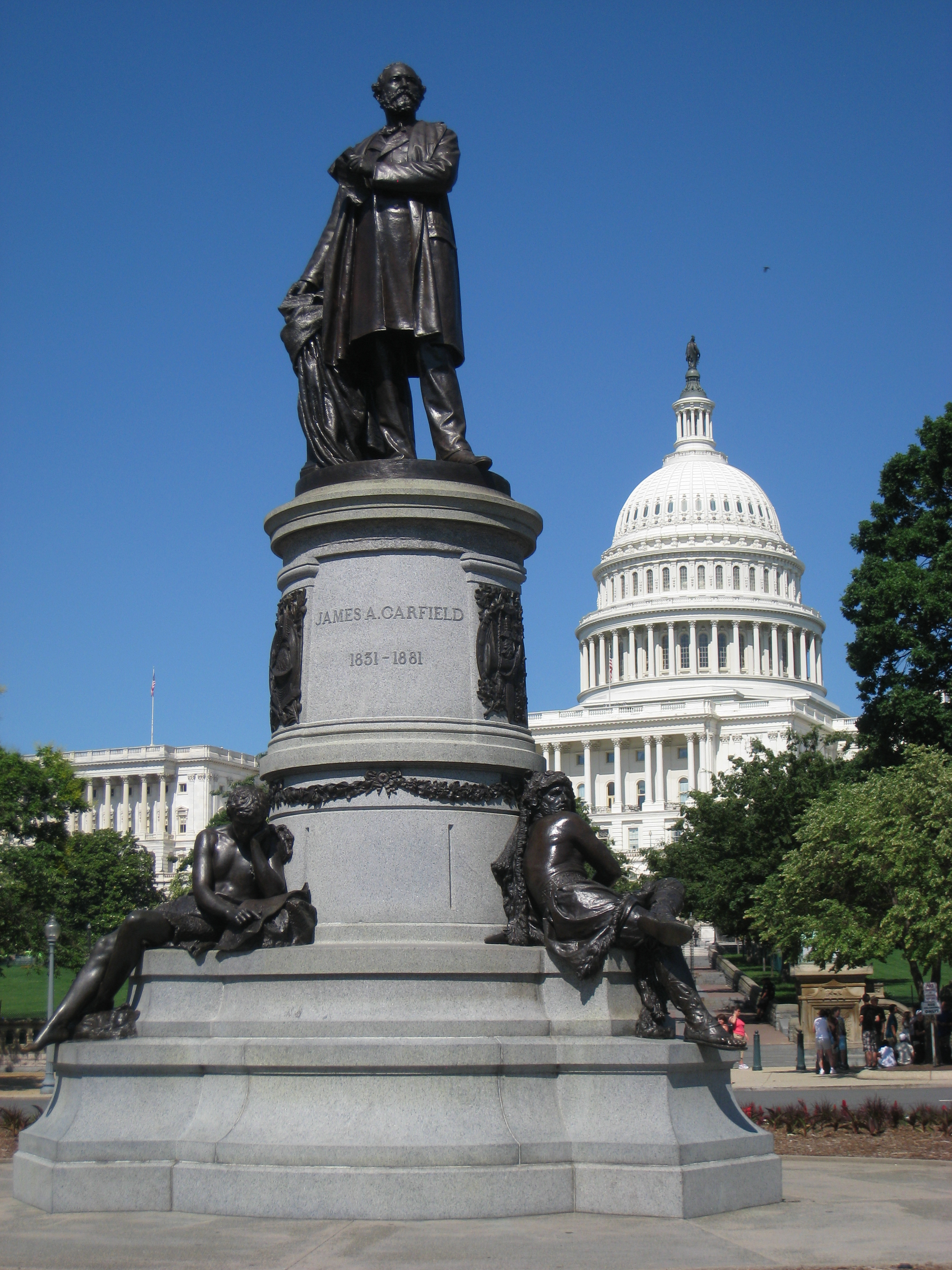
James A. Garfield monument i förgrunden och Kapitolium i bakgrunden.

James A. Garfield Monument är ett offentligt minnesmärke till USA:s 20:e president James Garfield efter blivit mördad av Charles J. Guiteau drygt fyra månader in på mandatperioden, 1881. Minnesmärket designades av John Quincy Adams Ward och offentliggjordes den 12 maj 1887. Den är placerad vid First Street, Southwest och Maryland Avenue i Washington, D.C. och från och med den 2 januari 1975 ingår den i United States Capitol Complex.